# Bruno Elkouken

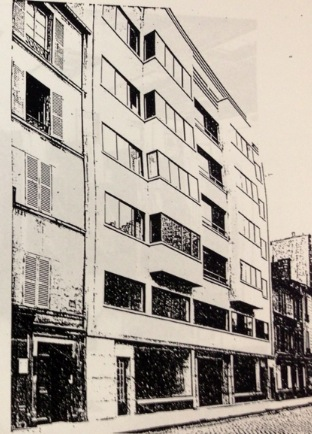
Dom przy 138 Rue du Théâtre

Bruno Elkouken (właśc. Bronisław Elkouken, ur. 3 września 1893 w Sosnowcu, zm. 4 marca 1968 w Paryżu) – polski i francuski architekt.

## Życiorys
Urodził się w Zagłębiu Dąbrowskim w rodzinie zasymilowanych Żydów. Ukończył studia w Szwajcarskim Federalnym Instytucie Technologii w Zurychu, należał do grupy Praesens, która projektowała osiedle Rakowiec. W 1929 wyemigrował do Niemiec, a następnie przez Włochy do Francji, zamieszkał wówczas w Paryżu i wstąpił do Congrès international d’architecture moderne. Od 1930, po nostryfikacji uprawnień, rozpoczął pracę architekta, projektował budynki zlokalizowane przy głównych ulicach miasta. Cechą charakterystyczną było wprowadzenie elementów geometrycznych do elewacji, mimo tego ich elewacje były dostosowane do otaczających je kamienic, wybudowanych w XIX wieku. W tym okresie przyjął imię Bruno i uzupełniał wiedzę studiując architekturę w Paryżu. W 1937 wyjechał do USA, ale w 1940 powrócił do Francji i zatrzymał się w Tarbes, gdzie ochotniczo zgłosił się do służby wojskowej. Rok później zwrócił się do Auguste Perreta, aby poparł jego starania o członkostwo w stowarzyszeniu zawodowym l’Ordre de l’Architectes, co nastąpiło w 1945. Po zakończeniu II wojny światowej na wniosek Jeana Niermansa wyjechał do Dunkierki, gdzie pracował przy projektowaniu zabudowy odbudowywanego miasta. 6 kwietnia 1948 pozytywnie rozpatrzono jego podanie o naturalizację we Francji. 

## Realizacje w Paryżu
- 138 Rue du Théâtre (1931)
- 216 Boulevard Raspail (1932)
- 146 Boulevard du Montparnasse (1932)